# Dangolsheim
Dangolsheim is een gemeente in het Franse departement Bas-Rhin (regio Grand Est) en telt 603 inwoners (1999). De plaats maakt deel uit van het arrondissement Molsheim.

## Geografie
De oppervlakte van Dangolsheim bedraagt 4,5 km², de bevolkingsdichtheid is 134,0 inwoners per km².
De onderstaande kaart toont de ligging van Dangolsheim met de belangrijkste infrastructuur en aangrenzende gemeenten.

## Demografie
Onderstaande figuur toont het verloop van het inwonertal (bron: INSEE-tellingen).